# Ridley, Cheshire
Ridley var en civil parish 1866–2023 när det uppgick i Bulkeley and Ridley, i distriktet Cheshire East, i Storbritannien. Den ligger i grevskapet Cheshire och riksdelen England, i den södra delen av landet, 240 km nordväst om huvudstaden London. Civil parish hade 120 invånare år 2001.